# Новопелагіївка
Новопелагі́ївка — село Харцизької міської громади Донецького району Донецькій області, Україна. Населення становить 280 осіб.

## Загальні відомості
Відстань до райцентру становить близько 26 км і проходить автошляхом Н21.
Землі села відірвані від основної частини Шахтарського району і перебувають в оточенні на півдні смт Благодатне Харцизька міська рада та на сході Миколаївка Зугреська міська рада Харцизька Донецької області.
Унаслідок російської військової агресії із серпня 2014 р. Новопелагіївка перебуває на території ОРДЛО.

## Населення
За даними перепису 2001 року населення села становило 280 осіб, із них 5,71 % зазначили рідною мову українську та 94,29 % — російську.